# Augusto Tamayo San Román
Augusto Tamayo San Román est un réalisateur, scénariste et producteur péruvien.

## Filmographie

### Longs métrages
- 1978 : Cuentos inmorales
- 1980 : Aventuras prohibidas
- 1987 : La fuga del chacal
- 1990 : Welcome to Oblivion
- 1990 : Ultra Warrior
- 1995 : Anda, corre, vuela
- 2001 : El bien esquivo
- 2007 : Una sombra al frente
- 2010 : La Vigilia
- 2018 : Rosa Mística
- 2019 : Sebastiana, la maldición
- 2023 : La herencia de Flora

### Scénariste
- 1976 : Presbítero Maestro
- 1978 : La clausura
- 1978 : La chicha
- 1978 : Ensayo barroco
- 1979 : Cuentos inmorales
- 1980 : Muerte de un magnate
- 1980 : Aventuras prohibidas
- 1991 : Velo negro, velo blanco
- 2001 : El bien esquivo
- 2007 : Una sombra al frente
- 2010 : La vigilia
- 2018 : Rosa Mística
- 2019 : Sebastiana, la maldición
- 2023 : La Herencia de Flora

### Producteur
- 2001 : El bien esquivo
- 2007 : Una sombra al frente
- 2010 : La vigilia
- 2013 : Rocanrol 68
- 2018 : Rosa Mística
- 2019 : Sebastiana, la maldición
- 2023 : La Herencia de Flora